# Dasymetopa sordida
Dasymetopa sordida é uma espécie de mosca ulita ou do tipo foto-asa do gênero Dasymetopa, da família Ulidiidae.
A Dasymetopa sordida foi descrita pela primeira vez em 1909, por Friedrich Georg Hendel.